# Гельтвіль
Гельтвіль (нім. Geltwil) — громада  в Швейцарії в кантоні Ааргау, округ Мурі.

## Географія
Громада розташована на відстані близько 75 км на північний схід від Берна, 27 км на південний схід від Аарау.
Гельтвіль має площу 3,3 км², з яких на 4,9% дозволяється будівництво (житлове та будівництво доріг), 80,4% використовуються в сільськогосподарських цілях, 14,7% зайнято лісами, 0% не є продуктивними (річки, льодовики або гори).

## Демографія
2019 року в громаді мешкало 221 особа (+20,1% порівняно з 2010 роком), іноземців було 10,4%. Густота населення становила 67 осіб/км².
За віковим діапазоном населення розподілялося таким чином: 23,1% — особи молодші 20 років, 65,2% — особи у віці 20—64 років, 11,8% — особи у віці 65 років та старші. Було 84 помешкань (у середньому 2,6 особи в помешканні).
Із загальної кількості 67 працюючих 26 було зайнятих в первинному секторі, 13 — в обробній промисловості, 28 — в галузі послуг.